# Sacra Famiglia con san Giovannino (Correggio Orléans)
La Sacra Famiglia con san Giovannino è un dipinto a olio su tavola (63x53 cm) di Correggio, databile al 1518 circa e conservato nel Museo di belle arti di Orléans.

## Storia e descrizione
La più antica provenienza conosciuta di quest'opera sono le collezioni di Carlo I d'Inghilterra, il cui stemma si trova sul retro della tavola. Tuttavia la prima menzione in un inventario sicuramente riconducibile a questa Sacra Famiglia risale a quando apparteneva al re Luigi XIV e fu registrata da Charles Le Brun, nel 1683, come un lavoro alla "manière du Corrège". Nel 1695 è ancora inventariata a Versailles e negli elenchi redatti da Bailly nel 1709-1710 ed è "estimé du Corrège". Nel 1754, nel nuovo inventario, Lépicié la cataloga come opera di Correggio. Tuttavia nell'Ottocento questa buona tradizione conoscitiva venne curiosamente dimenticata e la tavola è menzionata come lavoro di un “inconnu de l'École lombarde”. Entrò quindi nel museo di Orléans nel tardo Ottocento senza che vi sia più memoria della sua attribuzione al Correggio.
Si dovette a Roberto Longhi (1921) la riscoperta di questo dipinto come opera del Correggio da collocarsi in un momento immediatamente precedente alla decorazione della Camera di San Paolo. Le stringenti affinità con la Sacra Famiglia con san Girolamo si devono non solo al simile formato delle due opere, al taglio a mezza figura e a una analoga destinazione chiaramente intesa per la devozione privata, ma anche all'utilizzo per la figura della Vergine di un medesimo cartone.
Con una stretta inquadratura sono rappresentati Maria, sulle cui ginocchia sta il Bambino, che si rivolge a san Giovannino in basso a sinistra, mentre da dietro, a destra, affiora Giuseppe dall'oscurità. Le notazioni paesaggistiche dello sfondo boscoso sono poche e sintetiche.
Ritorna qui un tema a lungo trattato nella prima fase dell'attività del Correggio, l'incontro fra san Giovannino e il Bambin Gesù, concentrato sul dono della fragile croce astile. Rispetto alle versioni precedenti  la croce di legno che san Giovannino porge al Bambino diviene qui il perno narrativo dell'immagine: il piccolo santo eremita si diverte a tenerla in equilibrio sull'indice mentre il Bambino l'afferra incuriosito con uno sguardo non lontano da quello del Bambino della Madonna d'Alba di Raffaello. L'immagine è sostenuta da un ritrovato classicismo che informa l'attività artistica del Correggio prossimo a salire sui palchi della deliziosa camera della Badessa.